# Aglaofón
Aglaofón (en griego antiguo: Ἀγλαοφῶν, en latín: Aglaophon) fue un pintor griego del siglo V a. C. nacido en la isla de Tasos, padre y maestro de Polignoto  y de Aristofón, según dicen Suidas y Focio. Como Polignoto floreció antes de la Olimpiada 90, según dice Plinio el Viejo, probablemente Aglaofón viviera sobre la Olimpiada 70.
Quintiliano elogia sus pinturas y dice que se distinguían por la simplicidad de los colores, además de por su antigüedad. De sus obras se conocen la pintura de Olimpia o Piti como genios que presidían los Juegos Olímpicos y coronando a Alcibíades. Y la pintura de Nemea presidiendo los Juegos Nemeos. Según algunos autores, 
Aglaofón fue el primero que representó Victoria con alas.